# 知久八万
知久 八万（ちく はちまん、1890年（明治23年）3月19日 - 1954年（昭和29年）2月27日）は、大日本帝国陸軍軍人。最終階級は陸軍少将。

## 経歴
1890年（明治23年）に千葉県で生まれた。陸軍士官学校第24期、陸軍砲工学校高等科第21期（優等）卒業。1939年（昭和14年）3月9日に陸軍砲兵大佐進級と同時に大阪陸軍兵器支廠長に着任。1940年（昭和15年）4月に陸軍兵器本部課長に転じ、1941年（昭和16年）7月に第1砲兵団長に就任した。
1942年（昭和17年）11月に第17軍兵器部長（第8方面軍）に就任し、ブーゲンビル島に出征。1944年（昭和19年）8月1日に陸軍少将に進級し、米軍を相手に悪戦苦闘を続けてブーゲンビル島で終戦を迎えた。